# DC Showcase: Jonah Hex
DC Showcase: Jonah Hex es un cortometraje de animación de superhéroes wéstern de 2010 dirigido por Joaquim Dos Santos y escrito por el célebre guionista de cómics wéstern Joe R. Lansdale, con la voz de Thomas Jane como el desfigurado cazarrecompensas Jonah Hex tras la pista de una despiadada madame de burdel que ha asesinado a su última presa. La película, que salió a la venta el 27 de julio de 2010 como característica adicional en el DVD Batman: Under The Red Hood Edición Especial de 2 Discos, fue la segunda de la serie DC Showcase y se incluyó en el DVD recopilatorio DC Showcase Original Shorts Collection en versión extendida.

## Argumento
Ambientada en el Viejo Oeste, un despiadado forajido llamado Red Doc, que afirma que puede enfrentarse a cualquiera y a cualquier cosa, llega a un saloon local en busca de más bebida y acción. Una prostituta llamada Madame Lorraine descubre a Red Doc y le invita a subir mientras una asustada chica del bar observa. Justo cuando se ponen cómodos, ella mata al forajido, se queda con su dinero y hace que dos secuaces se deshagan del cuerpo, como ha hecho con muchos hombres en el pasado.
Al día siguiente, el cazarrecompensas Jonah Hex llega al mismo pueblo, asustando a todos con su desfiguración. Después de enfrentarse a un joven pistolero arrogante que se burla de él, Jonah entra en la taberna y pregunta al camarero por Red Doc, que tiene una recompensa de $5000 dólares por su cabeza, aunque el camarero afirma que nunca lo ha visto. La chica del bar de antes le informa sobre Madame Lorraine, que sólo ofrece sus servicios a hombres con dinero, a los que nunca se vuelve a ver. Después de pagarle a la chica, Hex compra bebidas para toda la taberna para llamar la atención de Lorraine. Sin embargo, tras reunirse con ella en el piso de arriba, Hex consigue desviar una bala destinada a él lanzando su sombrero. Noquea a Lorriane y lucha contra sus secuaces, matando rápidamente a uno con su pistola y derrotando al otro en una pelea al golpear su cara contra una estufa caliente y luego patearlo sobre una barandilla fuera del salón. El camarero, que estaba implicado en el plan de Lorraine, intenta matar a Jonah con una escopeta, pero es abatido fácilmente; Hex anuncia entonces a los clientes que las bebidas corren a cargo de la casa.
Jonah amenaza a Lorraine a punta de pistola para que le diga dónde está Red Doc. Lorraine le lleva a una mina abandonada y le muestra un oscuro agujero que conduce a un pozo inferior hundido. Ella y Hex bajan, y se revela que Lorraine había asesinado al menos a quince hombres por su dinero. Mientras Hex encuentra y asegura el cuerpo de Red, Lorraine intenta una vez más matarlo con un cuchillo que encontró alojado en uno de los cuerpos, pero él se anticipa y la deja inconsciente de nuevo. Cuando vuelve en sí, Hex ya está fuera del agujero con Red. Lorraine se ofrece a convertirlo en su nuevo compañero, pero Hex responde derribando la cuerda de una patada, atrapándola allí. Cuando Lorraine le ruega que no puede dejarla sola, Hex responde diciendo que tiene muchos compañeros, todos los cuales conoce. Mientras Hex se marcha, Lorraine tiembla al contemplar los cadáveres de sus víctimas; la única lámpara del pozo se apaga lentamente, dejándola atrapada en la oscuridad.

## Reparto
- Thomas Jane como Jonah Hex[2]
- Linda Hamilton como Madame Lorraine[2]
- Jason Marsden como un Joven,[2] Bartender[2]
- Michael Rooker como Red Doc[2]
- Michelle Trachtenberg como la Chica del Bar[2]